# The clever use of shadows
The clever use of shadows is het tweede studioalbum van Nathan Mahl. Na jaren van stilstand kwam Nathan Mahl in een stroomversnelling. Er volgden jaarlijks albums en The claver use of shadows was de aanzet daartoe. Het album werd in Canada en de Verenigde Staten dermate goed ontvangen dat de band werd uitgenodigd te komen spelen op NEARfest (festival). Dat de loopbaan van de band niet vloeiend liep blijkt uit de toelichting in het summiere boekwerkje. The clever use of shadows was oorspronkelijk het derde album in een trilogie, aansluitend op Identity en Radio Rehab, maar die twee werden nooit uitgebracht. De titeltrack The clever use of shadows gaat over onzekerheden en de eeuwige balans tussen integriteit of het sluiten van compromissen.
Het album kreeg goede recensies binnen de progressieve rock, maar ook binnen bijvoorbeeld de groep van liefhebbers van fusion. Echter alles binnen de marge, want een hitnotering in welk land dan ook is niet bekend.

## Musici
- Guy LeBlanc – toetsinstrumenten, zang
- José Bergeron – gitaar
- Claude Prince – basgitaar
- Alain Bergeron – drumstel

Met Paul Desgagné op saxofoon

## Muziek
| Nr. | Titel                      | Duur  |
| --- | -------------------------- | ----- |
| 1.  | Without words              | 9:50  |
| 2.  | Clever use of shadows      | 10:20 |
| 3.  | Orgasmik outburst II       | 2:42  |
| 4.  | Machiavélique              | 6:41  |
| 5.  | Beyond the rims of despair | 9:16  |
| 6.  | Something like that        | 8:23  |
| 7.  | The rubber cage            | 5:51  |
| 8.  | Call to arms               | 9:08  |